# Beurs (mycologie)
De beurs of volva is een mycologische term om een structuur te beschrijven van het velum universale dat als een zak of schede om de steelvoet achterblijft. De beurs komt bij bijna alle lamelpaddenstoelen voor. Het is het restant van een ei-achtige structuur die jonge in ontwikkeling zijnde paddenstoelen in de beginfase beschermt. De vorm kan schede- of bekerachtig zijn.
Dit macroscopische (met het blote oog waarneembare) kenmerk is typerend in de determinatie van paddenstoelen.

## Vormen
| Afbeelding | Naam                      | Kenmerkend voor                                       |
| ---------- | ------------------------- | ----------------------------------------------------- |
|            | membranacea "a sacco"     | Amanita phalloides, Amanita caesarea, Amanita ovoidea |
|            | membranacea "inguainante" | Amanitopsis                                           |
|            | membranacea "circumcisa"  | Amanita citrina en Amanita porphyria                  |
|            | napiforme                 |                                                       |
|            | perlata                   | Amanita muscaria                                      |